# Susukan Agung
Susukan Agung is een bestuurslaag in het regentschap Cirebon van de provincie West-Java, Indonesië. Susukan Agung telt 3026 inwoners (volkstelling 2010).